# 유제프 파친스키
유제프 파친스키(폴란드어: Józef Paczyński, 1920년 1월 20일~2015년 4월 26일)는 폴란드의 군인으로 제2차 세계 대전에 참전했다. 아우슈비츠 강제 수용소에 수감되어 있는 동안 루돌프 회스의 개인 이발사로 일한 것으로 잘 알려져 있다.